# Erkki Partanen

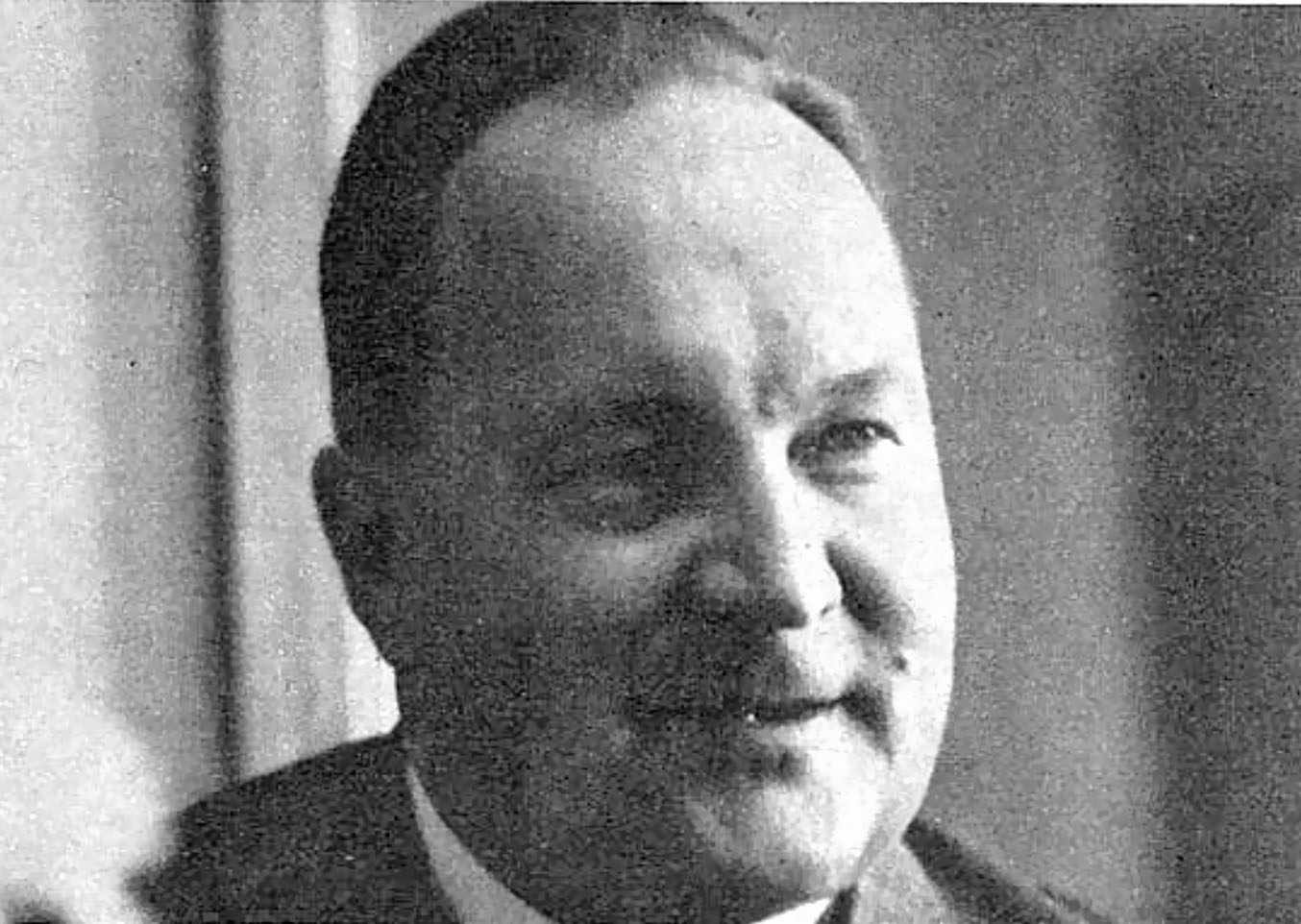
Erkki Partanen

Erkki Johannes Partanen, född 15 maj 1915 i S:t Michel, död 3 januari 1983 i Åbo, var en finländsk industriman.
Partanen blev juris licentiat 1952. Han anställdes 1944 vid Huhtamäkikoncernen, där han var vd 1952–1976, och därefter styrelseordförande. Han var 1968–1976 ordförande för Arbetsgivarnas i Finland centralförbund och spelade en viktig roll då de så kallade inkomstpolitiska helhetslösningarna började byggas upp.
Partanen innehade även ett stort antal andra förtroendeposter inom näringsliv och samhälle. År 1965 förlänades han bergsråds titel.